# Доступность информации
Доступность информации — состояние информации (ресурсов автоматизированной информационной системы), при котором субъекты, имеющие права доступа, могут реализовывать их беспрепятственно. К правам доступа относятся: право на чтение, изменение, хранение, копирование, уничтожение информации, а также права на изменение, использование, уничтожение ресурсов.

## Область использования
Понятие «доступность объекта» (англ. availability) используется в контексте терминологии (объектом может быть информация, документы, ресурсы автоматизированной системы). В частности, свойство доступность информации (ресурсов автоматизированной системы) — является одним из трех основных критериев информационной безопасности объекта.
Обычно свойство доступности требуется наряду с конфиденциальностью (confidentiality) и целостностью (integrity). Иногда к списку необходимых свойств информационной безопасности объекта добавляют неотказуемость (non-repudiation), подотчётность (accountability), аутентичность или подлинность (authenticity), достоверность (reliability).

## Определения понятия
Доступность (документа) — свойство документа, состоящее в том, что форма представления документа обеспечивает физическую возможность измерения заданных параметров этого представления документа (содержания, атрибутов, технологии) заданными средствами в заданных точках за конечное время.
Доступ к информации (англ. access to information) — возможность получения информации и её использования.
Доступ (в автоматизированной информационной системе) (англ. access) — получение возможности ознакомления с информацией, её обработки и (или) воздействия на информацию и (или) ресурсы автоматизированной информационной системы с использованием программных и (или) технических средств. 

Примечание. Доступ осуществляется субъектами доступа, к которым относятся лица, а также логические и физические объекты.

## Использование термина
Термин используется в следующих областях знаний: информационная безопасность, компьютерная безопасность, защита информации, защита компьютерных сетей и информационных систем, информационные технологии, корпоративные информационные системы.

## Реализация содержания
Методы и способы реализации требований, изложенных в определении термина, подробно описываются в рамках единой схемы обеспечения информационной безопасности объекта (защиты информации).
Основными методами обеспечения доступности информации (данных) при хранении в автоматизированных системах являются:
- Системы бесперебойного питания.
- Резервирование и дублирование мощностей.
- Планы непрерывности бизнес-процессов[4].